# Hugues IV de Bourgogne
Pour les articles homonymes, voir Hugues de Bourgogne.
Hugues IV de Bourgogne, né le 9 mars 1213, mort à Villaines-en-Duesmois le 27 octobre ou 30 octobre 1272, duc de Bourgogne de 1218 à 1272, roi titulaire de Thessalonique (1266-1272), est le fils du duc de Bourgogne Eudes III et d'Alix de Vergy.

## Biographie
Hugues de Bourgogne compte parmi les opposants à la régence de Blanche de Castille et en 1229 attaque son soutien, le comte de Champagne, mais est contré par la régente. En 1238, il part combattre en Terre sainte dans une croisade menée par le comte Thibaut IV de Champagne ; il revient en 1241. 
Il accompagne ensuite le roi de France Saint Louis à la septième croisade. Il dirige l'un des deux camps de l'armée croisée au cours du siège de Mansourah, l'autre camp étant dirigé par le roi de France en personne. Il est fait prisonnier avec son roi au cours de la retraite de Fariskur, à la suite de la trahison d'un sergent félon. Plus tard, Baudouin II de Courtenay, empereur détrôné de Constantinople, lui donne des droits sur le royaume de Thessalonique en échange de son aide pour reconquérir Constantinople.
En 1269 il conclut un accord avec son cousin Guigues VII de Viennois, par lequel il s'engage à protéger Béatrice de Faucigny devenant, au décès de son époux, régente du Dauphiné, et les enfants de ce couple : Jean, Anne et Catherine. En outre, en cas de remariage ou du décès de Béatrice avant la majorité de Jean, Hugues IV de Bourgogne assurerait la régence du Dauphiné. À la mort de Hugues en 1272, son fils Robert II de Bourgogne assure le rôle de protecteur et devient régent du Dauphiné.

## Union et postérité
Il épouse en premières noces, en 1229, Yolande de Dreux (†1248), fille du comte de Dreux, Robert III et d'Aénor, dame de Saint-Valéry, et eut :
- Eudes (†1269), comtes de Nevers, d'Auxerre et de Tonnerre ;
- Jean (†1267), seigneur de Bourbon et comte de Charolais ;
- Adélaïde ou Alix, dite « Aleyde de Brabant » (1233 - †1273), mariée, en 1251, au duc de Brabant Henri III (†1261) ;
- Marguerite (†1277), dame de Molinot, mariée après 1239, date de la promesse de mariage, en premières noces au seigneur de Mont-St-Jean, Guillaume III (†1256 ; sans postérité), et en secondes noces, vers 1258-1259 au vicomte de Limoges, Gui VI (†1263). Marguerite fut régente de la vicomté de Limoges de 1263 à 1275, jusqu'au mariage de sa fille Marie, l'héritière, avec Arthur II de Bretagne ;
- Robert II (†1306), duc de Bourgogne.

Veuf, il se remarie, en 1258, avec Béatrice de Champagne (†1295), dame de L'Isle-sous-Montréal (son douaire, après la déposition des Anséric), fille de Thibaud Ier, roi de Navarre et comte de Champagne, et de Marguerite de Bourbon, et eut :
- Béatrice (av. 1264 † 1328), mariée en 1276 à Hugues XIII, seigneur de Lusignan, de Fougères, de Porhoët, comte de la Marche et d'Angoulême (1259 † 1303) ;
- Hugues/Huguenin (1260 † 1288), seigneur de Montréal (son père le duc Hugues avait obtenu Montréal en 1255 sur les Anséric) et vicomte d’Avallon ;
- Marguerite († 1309), dame de Vitteaux et de L'Isle, mariée vers 1280 avec Jean Ier de Chalon, seigneur d'Arlay (1259 † 1316) ;
- Jeanne, nonne († 1295) ;
- Isabelle (1270 † 1323), mariée en premières noces à Rodolphe Ier de Habsbourg (1216 † 1291), empereur romain germanique. (Elle n'est pas à confondre avec Isabelle de Bourgogne qui était marié avec Pierre de Chambly le Jeune, seigneur de Neauphle. Cette Isabelle était la fille de Jean de Montaigu et de Marguerite de Blâmont).

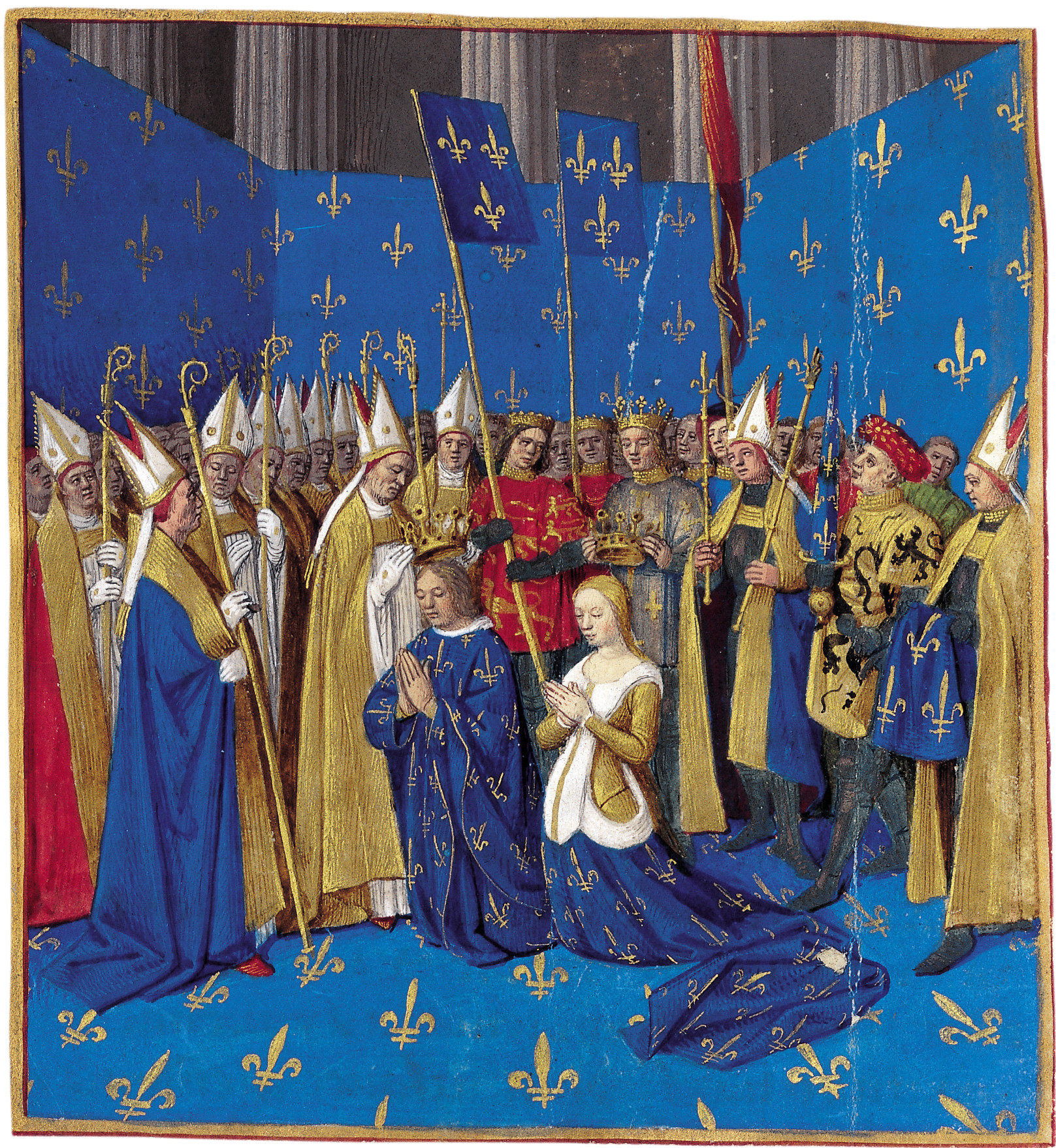
Hugues IV tient la couronne de la reine lors du couronnement de Louis VIII.
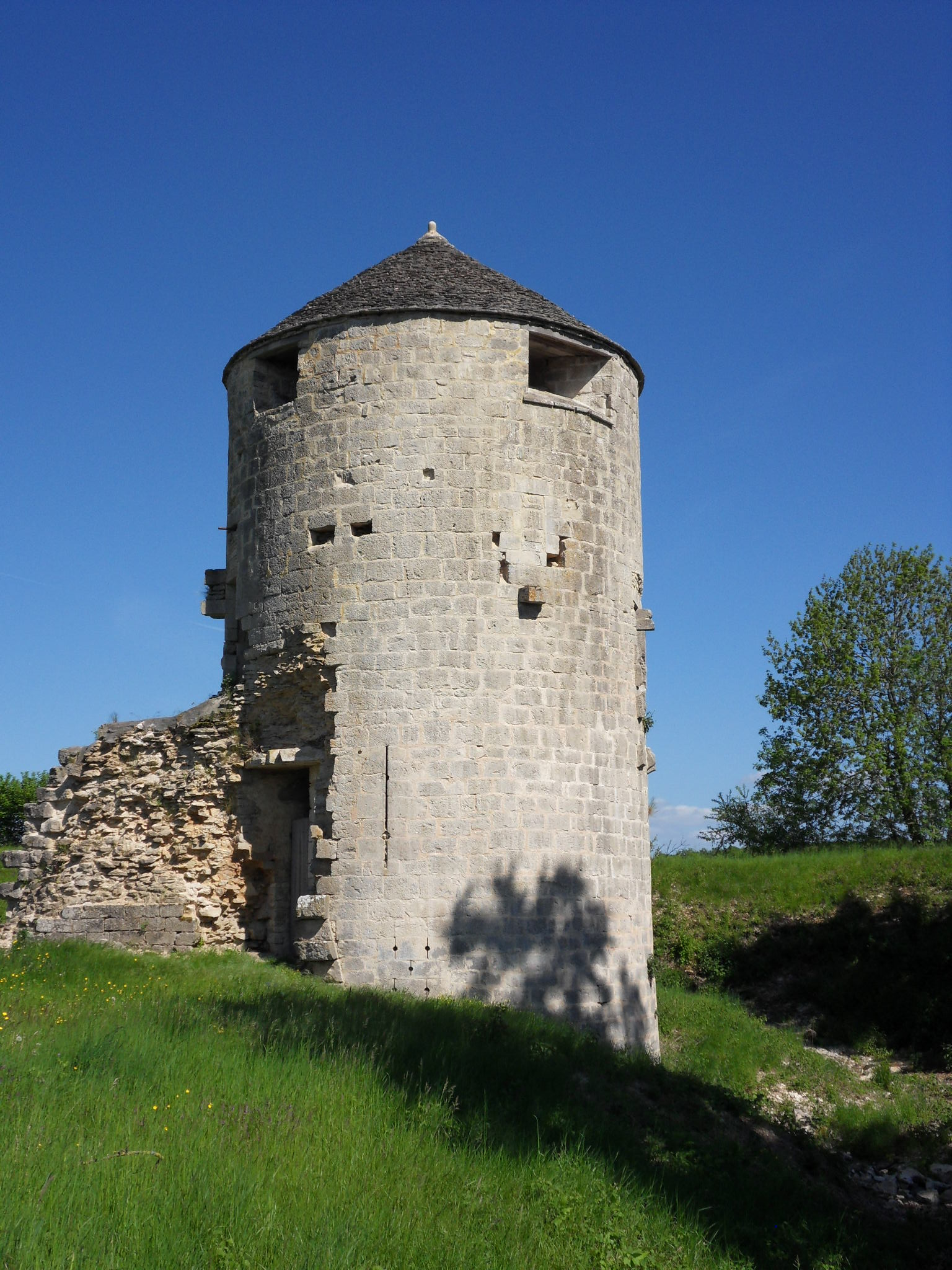
Une des quatre tours du château ducal de Villaines-en-Duesmois ayant appartenu à Hugues IV.